# Entomobryidae
Entomobryidae zijn een familie van springstaarten en telt 1661 beschreven soorten.

## Taxonomie
- Onderfamilie Capbryinae - Soto-Adames FN, Barra J-A, Christiansen K & Jordana R, 2008:508 (3 soorten)
- Onderfamilie Entomobryinae - Schäffer, 1896, sensu Szeptycki A, 1979:115 (457 soorten)
- Onderfamilie Lepidocyrtinae - Wahlgren E, 1906:67, sensu Szeptycki A, 1979:115 (640 soorten)
- Onderfamilie Orchesellinae - Börner C, 1906:162, sensu Szeptycki A, 1979:115 (246 soorten)
- Onderfamilie Seirinae - Yosii R, 1961, sensu Szeptycki A, 1979:115 (259 soorten)
- Onderfamilie Willowsiinae - Yoshii R & Suhardjono YR, 1989:35, sensu Janssens F, 2008 (56 soorten)

## In Nederland waargenomen soorten
- Genus: Entomobrya
  - Entomobrya albocincta
  - Entomobrya corticalis
  - Entomobrya lanuginosa
  - Entomobrya marginata
  - Entomobrya multifasciata
  - Entomobrya muscorum
  - Entomobrya nicoleti
  - Entomobrya nivalis
  - Entomobrya quinquelineata
  - Entomobrya unostrigata
- Genus: Heteromurus
  - Heteromurus major
  - Heteromurus nitidus
- Genus: Lepidocyrtus
  - Lepidocyrtus curvicollis
  - Lepidocyrtus cyaneus
  - Lepidocyrtus lignorum
  - Lepidocyrtus paradoxus
  - Lepidocyrtus ruber
  - Lepidocyrtus violaceus
- Genus: Orchesella
  - Orchesella cincta
  - Orchesella flavescens
  - Orchesella quinquefasciata
  - Orchesella villosa
- Genus: Pseudosinella
  - Pseudosinella alba
  - Pseudosinella immaculata
- Genus: Seira
  - Seira domestica - (Huisspringstaart)
- Genus: Willowsia
  - Willowsia buskii
  - Willowsia nigromaculata
  - Willowsia platani